# Eleições parlamentares europeias de 2014 (Espanha)
As eleições parlamentares europeias de 2014 na Espanha foram realizadas a 25 de maio e, serviram para eleger os 54 deputados do país para o Parlamento Europeu.
Os resultados finais proporcionam perdas enormes para os dois principais partidos de Espanha, o PP e o PSOE, que, conjuntamente, perderam, cerca de, 32% dos votos e 17 deputados, quando comparando com as eleições de 2009.
De destacar, o surpreendente resultado do recém-formado Podemos, que, conquistou, mais de 1 milhão de votos, e, conquistando 8% dos votos e, elegendo 5 deputados.

## Resultados Nacionais
| Partidos                | Partidos                             | Partidos                              | Votos         | %               | +/-    | Deputados | +/-     |
| ----------------------- | ------------------------------------ | ------------------------------------- | ------------- | --------------- | ------ | --------- | ------- |
|                         | Partido Popular                      | Partido Popular                       | 4 098 339     | 26,09 / 100,00  | 16,03  | 16 / 54   | 8       |
|                         | Partido Socialista Operário Espanhol | Partido Socialista Operário Espanhol  | 3 614 232     | 23,01 / 100,00  | 15,77  | 14 / 54   | 9       |
|                         | Esquerda Unida                       | Esquerda Unida                        | 1 575 308     | 10,03 / 100,00  | 6,32   | 6 / 54    | 4       |
|                         | Podemos                              | Podemos                               | 1 253 837     | 7,98 / 100,00   | Novo   | 5 / 54    | Novo    |
|                         | União, Progresso e Democracia        | União, Progresso e Democracia         | 1 022 232     | 6,51 / 100,00   | 3,6    | 4 / 54    | 3       |
|                         |                                      | Convergência Democrática da Catalunha | -             | -               | -      | 1 / 54    | Estável |
|                         | Partido Nacionalista Basco           | -                                     | -             | -               | 1 / 54 | Estável   |         |
|                         | União Democrática da Catalunha       | -                                     | -             | -               | 1 / 54 | Estável   |         |
|                         | Outros                               | -                                     | -             | -               | 0 / 54 |           |         |
| Coligação pela Europa   | Coligação pela Europa                | 851 971                               | 5,42 / 100,00 | 0,32            | 3 / 54 | Estável   |         |
|                         | Esquerda Republicana da Catalunha    | Esquerda Republicana da Catalunha     | 630 072       | 4,01 / 100,00   | -      | 2 / 54    | 1       |
|                         | Cidadãos - Partido da Cidadania      | Cidadãos - Partido da Cidadania       | 497 146       | 3,16 / 100,00   | 3,02   | 2 / 54    | 2       |
|                         |                                      | Euskal Herria Bildu                   | -             | -               | Novo   | 1 / 54    | Novo    |
|                         | Outros                               | -                                     | -             | -               | 0 / 54 |           |         |
| Os Povos Decidem        | Os Povos Decidem                     | 326 464                               | 2,08 / 100,00 | Novo            | 1 / 54 | Novo      |         |
|                         | Primavera Europeia                   | Primavera Europeia                    | 302 266       | 1,92 / 100,00   | Novo   | 1 / 54    | Novo    |
|                         | Vox                                  | Vox                                   | 246 833       | 1,57 / 100,00   | Novo   | 0 / 54    | Novo    |
|                         | Partido Animalista                   | Partido Animalista                    | 177 499       | 1,13 / 100,00   | 0,87   | 0 / 54    | Estável |
|                         | Outros                               | Outros                                | 752 450       | 4,79 / 100,00   |        | 0 / 54    |         |
| Votos inválidos         | Votos inválidos                      | Votos inválidos                       | 649 492       | 4,10 / 100,00   | 2,09   |           |         |
| Total                   | Total                                | Total                                 | 15 998 141    | 100,00 / 100,00 |        | 54 / 54   |         |
| Eleitorado/Participação | Eleitorado/Participação              | Eleitorado/Participação               | 36 514 084    | 43,81 / 100,00  | 1,09   |           |         |
| Fonte                   | Fonte                                | Fonte                                 | [ 3 ]         | [ 3 ]           | [ 3 ]  | [ 3 ]     | [ 3 ]   |

## Resultados por comunidades autónomas
| Comunidade            | %    | %    | %    | %    | %    | %    | %    | %   | %    | %   | %   | %     |
| Comunidade            | PP   | PSOE | IU   | P    | UPyD | CEU  | ERC  | C's | LPD  | PE  | VOX | PACMA |
| --------------------- | ---- | ---- | ---- | ---- | ---- | ---- | ---- | --- | ---- | --- | --- | ----- |
| Andaluzia             | 25,9 | 35,1 | 11,6 | 7,1  | 7,1  | 0,0  | 0,0  | 1,7 | 0,1  | 1,0 | 1,2 | 0,9   |
| Aragão                | 27,9 | 24,3 | 9,4  | 9,5  | 8,5  | 0,1  | 0,1  | 2,9 | 0,3  | 4,5 | 2,3 | 1,2   |
| Astúrias              | 24,2 | 26,1 | 12,9 | 13,6 | 6,0  | 0,0  | 0,0  | 2,5 | 0,4  | 1,0 | 1,3 | 1,0   |
| Baleares              | 27,5 | 22,0 | 8,9  | 10,3 | 6,7  | 0,5  | 7,3  | 2,3 | 0,3  | 2,1 | 1,5 | 1,6   |
| Canárias              | 23,4 | 22,2 | 10,5 | 11,0 | 6,9  | 12,2 | 0,1  | 1,4 | 0,6  | 1,0 | 0,8 | 1,9   |
| Cantábria             | 34,7 | 24,3 | 9,0  | 9,2  | 8,2  | 0,2  | 0,1  | 3,0 | 0,2  | 1,3 | 1,8 | 1,1   |
| Castela-Mancha        | 37,7 | 28,8 | 8,7  | 6,4  | 7,2  | 0,1  | 0,0  | 2,2 | 0,1  | 0,8 | 1,5 | 0,9   |
| Castela e Leão        | 37,5 | 23,4 | 8,3  | 8,2  | 8,3  | 0,1  | 0,0  | 2,7 | 0,1  | 0,9 | 2,5 | 0,7   |
| Catalunha             | 9,8  | 14,3 | 10,3 | 4,7  | 1,3  | 21,8 | 23,7 | 6,3 | 0,3  | 0,3 | 0,3 | 1,3   |
| Ceuta                 | 40,3 | 22,6 | 3,4  | 3,7  | 6,8  | 0,1  | 0,1  | 2,4 | 0,1  | 9,0 | 1,8 | 1,4   |
| Comunidade Valenciana | 29,0 | 21,6 | 10,6 | 8,2  | 8,5  | 0,1  | 0,5  | 2,9 | 0,1  | 8,0 | 1,7 | 1,3   |
| Estremadura           | 35,6 | 38,7 | 6,3  | 4,8  | 5,5  | 0,0  | 0,0  | 1,0 | 0,1  | 0,6 | 1,0 | 0,7   |
| Galiza                | 35,2 | 21,8 | 10,5 | 8,4  | 3,5  | 1,0  | 0,1  | 1,6 | 7,9  | 0,7 | 0,8 | 1,1   |
| La Rioja              | 38,5 | 23,7 | 8,1  | 7,5  | 9,0  | 0,1  | 0,1  | 2,3 | 0,2  | 1,3 | 1,4 | 0,8   |
| Madrid                | 30,0 | 19,0 | 10,6 | 11,4 | 10,6 | 0,1  | 0,1  | 4,8 | 0,1  | 2,0 | 3,7 | 1,3   |
| Melilha               | 44,0 | 25,0 | 3,3  | 2,9  | 7,0  | 0,1  | 0,0  | 1,8 | 0,1  | 2,1 | 5,9 | 1,1   |
| Múrcia                | 37,5 | 20,7 | 9,8  | 7,6  | 9,5  | 0,1  | 0,1  | 3,6 | 0,1  | 0,9 | 2,3 | 1,3   |
| Navarra               | 25,1 | 14,5 | 9,5  | 9,3  | 4,6  | 2,5  | 0,2  | 1,8 | 20,2 | 1,6 | 1,6 | 0,9   |
| País Basco            | 10,2 | 13,8 | 5,6  | 6,9  | 3,3  | 27,5 | 0,1  | 0,8 | 23,4 | 1,6 | 0,6 | 0,9   |
| Espanha               | 26,1 | 23,0 | 10,0 | 8,0  | 6,5  | 5,4  | 4,0  | 3,2 | 2,1  | 1,9 | 1,6 | 1,1   |